# Łapsze Niżne
Łapsze Niżne (slovensky Nižné Lapše, maďarsky Alsólápos, do roku 1892 Alsó-Laps, německy Unterlapsch) jsou obec v Polsku, která leží v Malopolském vojvodství, v okrese Nowy Targ.

## Dějiny
Obec byla založena na počátku 14. století Kokoszem Berzewiczym, který ji kolem roku 1314 předal polskému řádu Božího hrobu z Miechówa. Kolem roku 1310 byl postaven kostel zasvěcený sv. Quirinovi. K památkám v Łapszích Niżných patří také barokní hřbitovní kaple z 18. století. Do 2. světové války se ve městě nacházel zámeček rodiny Horwathů z přelomu 16. a 17. století.

## Památky
V obci se nachází následující památky:

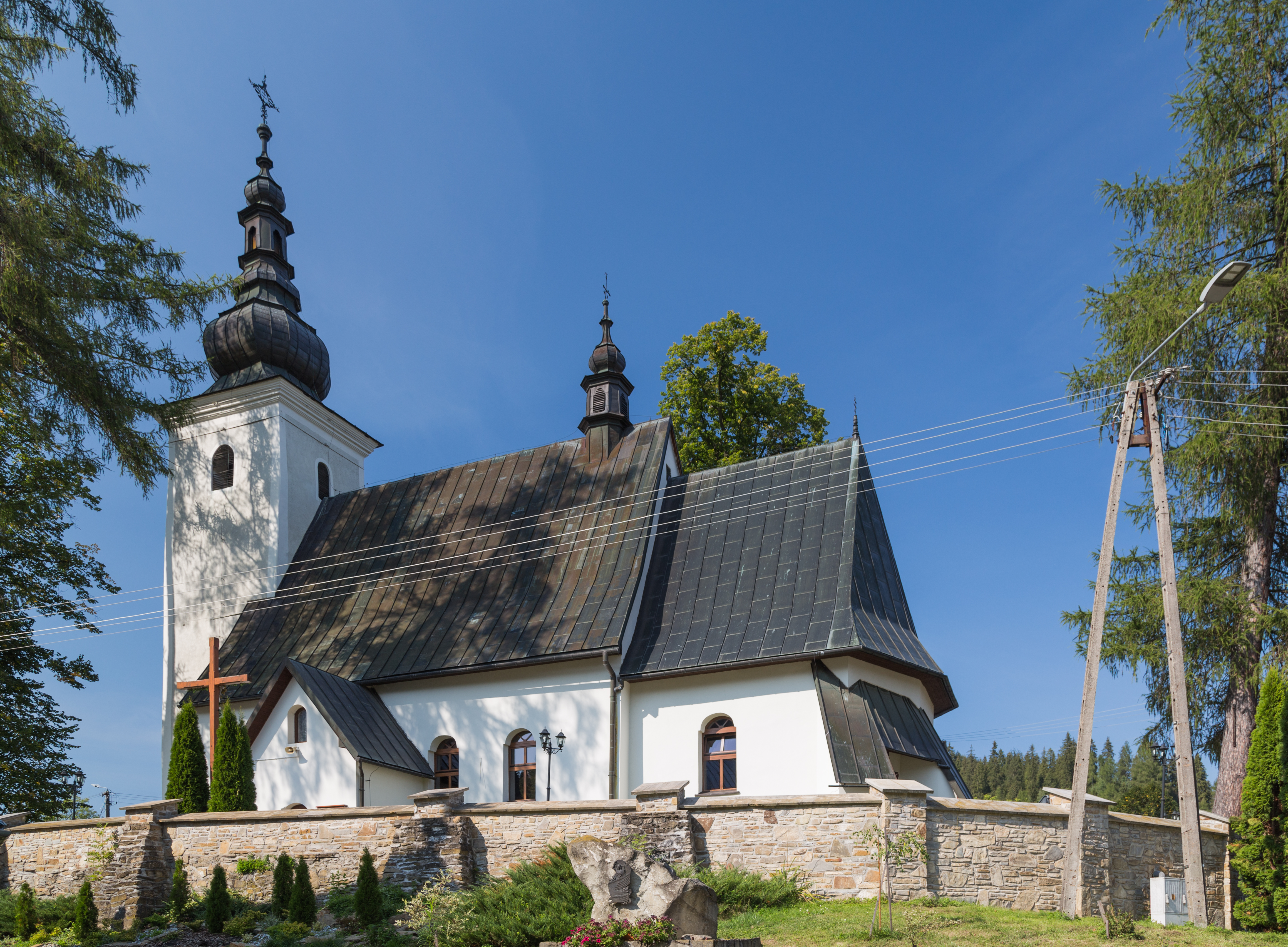
kostel sv. Quirina

- Farní kostel sv. Quirina

## Osobnosti
- blahoslavený Józef Stanek, kněž
- Józef Stanek, kurýr